# Nederlagsrätt
Nederlagsrätt gav en stapelstad rätten att inrätta särskilda magasin, det vill säga nederlag, där importörer kunde lagra sina varor i högst fem år. Tullavgift betalades först när varorna togs ut för försäljning inom landet. 
Ett nederlag var ett magasin där handelsvaror lagrades, främst i förbindelse med import och export. Lagret upprätthölls och förvaltades av stadens tullkammare.